# مارك أندريو
مارك أندريو (بالفرنسية: Marc Andreu)‏ هو لاعب اتحاد الرغبي فرنسي، ولد في 27 ديسمبر 1985 في فريجوس في فرنسا.

## وصلات خارجية
- مارك أندريو على موقع سلسلة سباعيات الرغبي العالمية - رجال (الإنجليزية)
- مارك أندريو عل موقع إسبنسكروم (الإنجليزية)
- مارك أندريو على موقع ItsRugby.co.uk (الإنجليزية)